# St-Sixte (Eygalières)

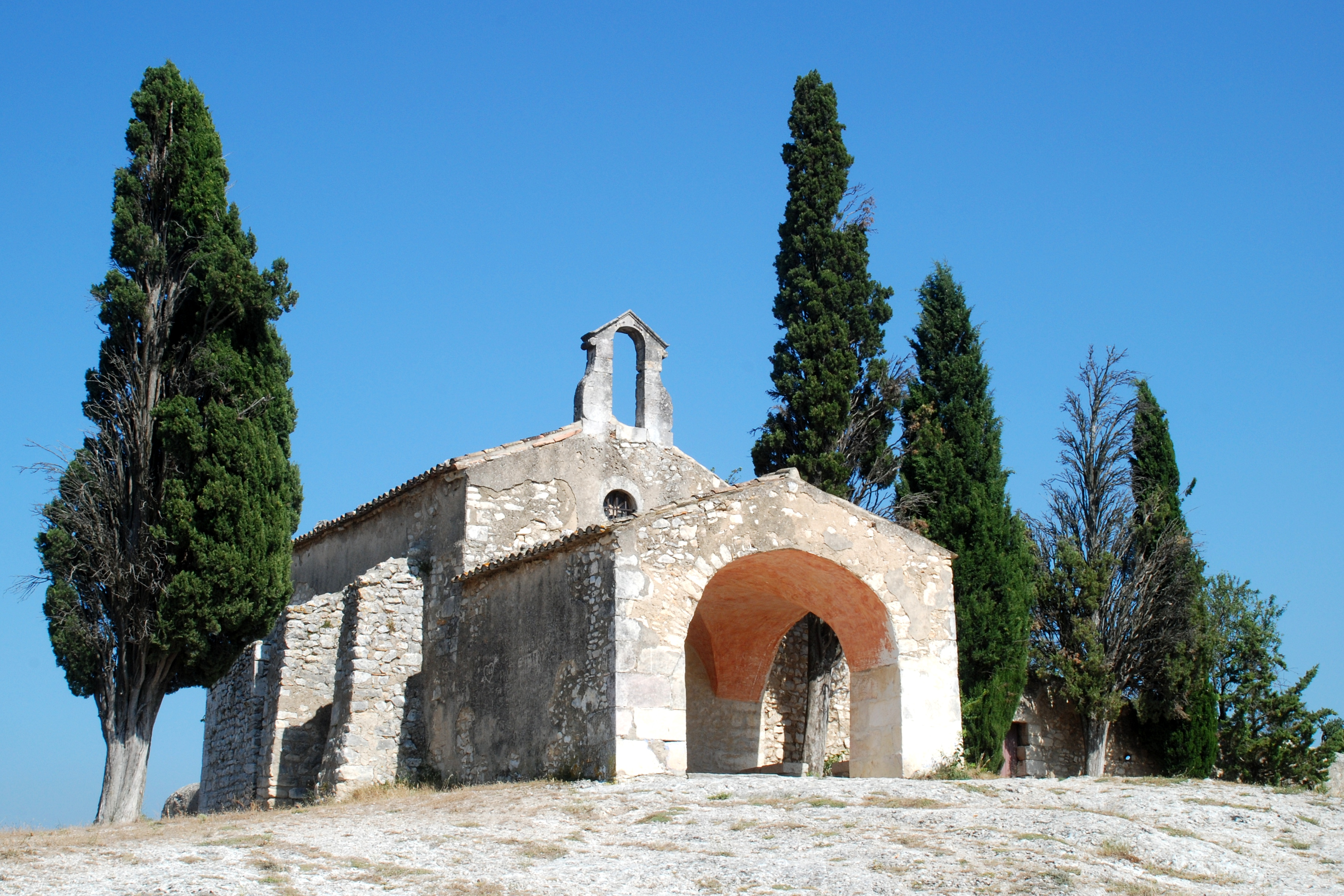
Kapelle St-Sixte

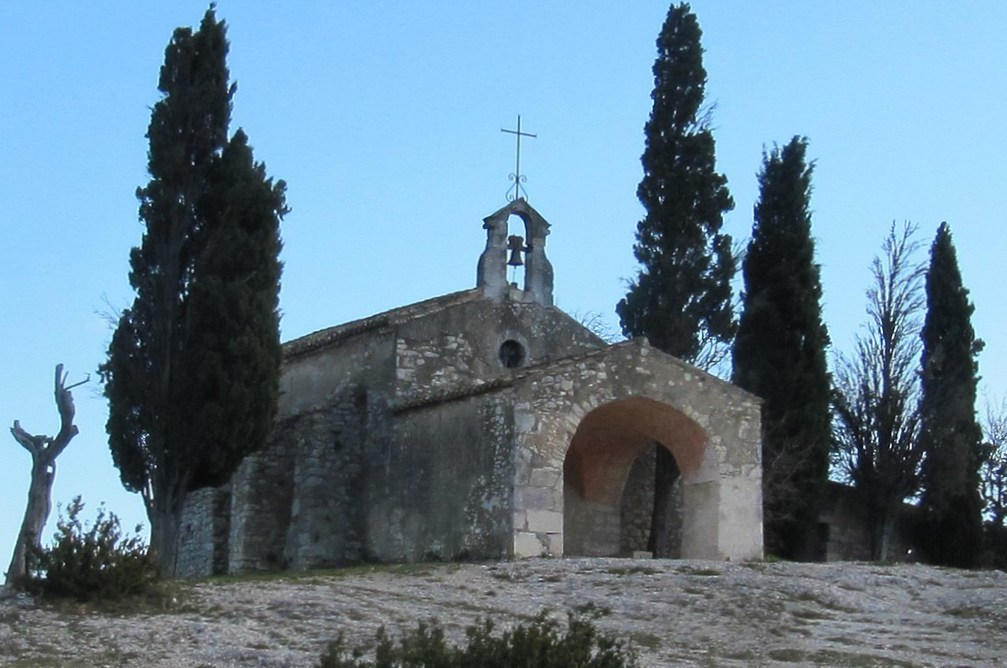
Mit Glocke und Kreuz

Die katholische Kapelle St-Sixte in Eygalières, einer französischen Gemeinde im Département Bouches-du-Rhône in der Region Provence-Alpes-Côte d’Azur, wurde im 12. Jahrhundert errichtet. Die Kapelle, die sich außerhalb des Ortes befindet, ist seit 1971 ein geschütztes Baudenkmal (Monument historique).

## Geschichte
Die romanische Kapelle wurde 1155 wahrscheinlich über einem antiken Heiligtum errichtet. Nach dem Vorbau schließt sich das Langhaus an, das von mächtigen Strebepfeilern gestützt wird. Die auf dem Dach sitzende Espadaña hat seit einigen Jahren wieder eine Glocke und wurde mit einem Kreuz aus Schmiedeeisen versehen.